# Voithenberg

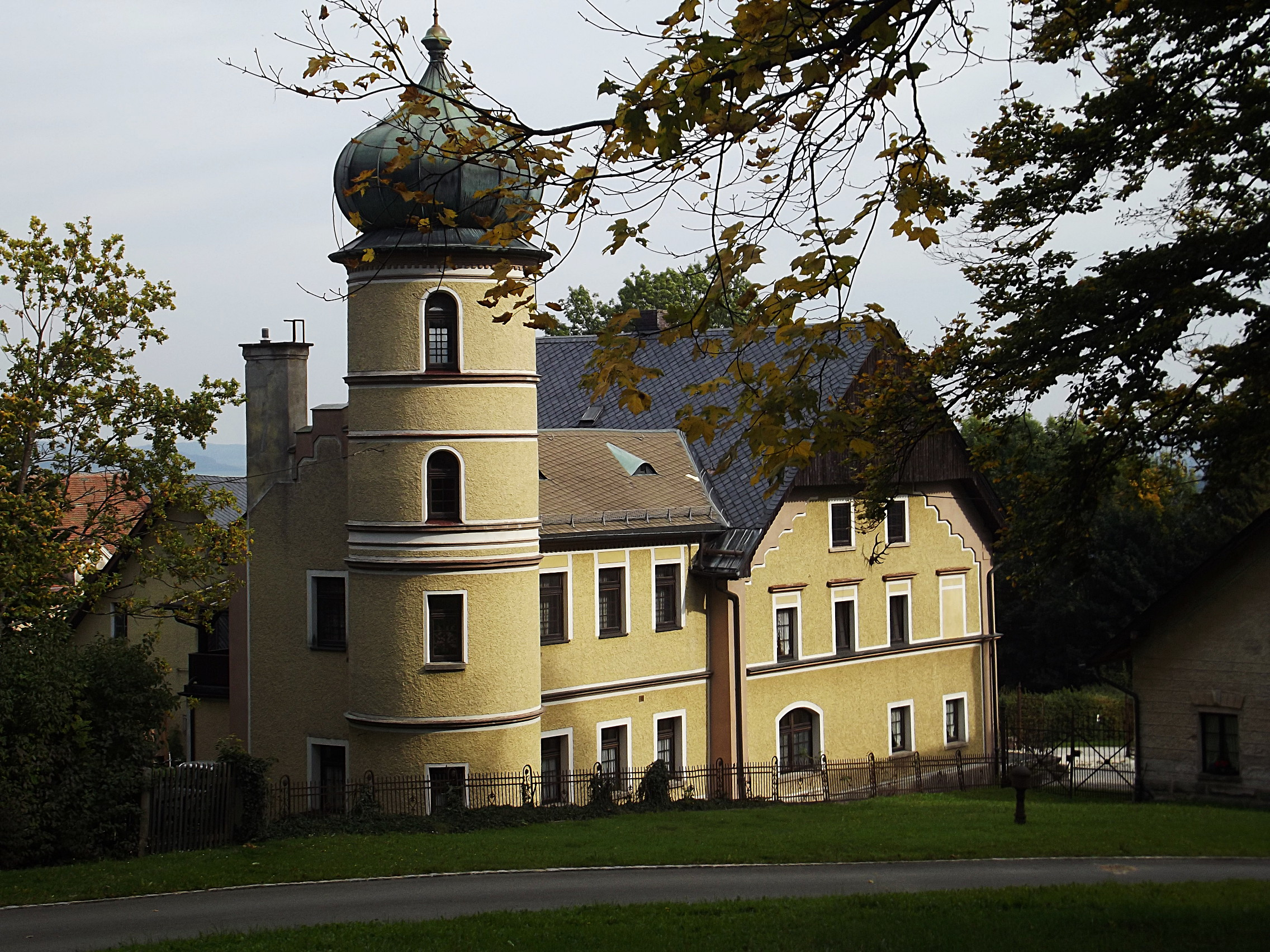
Voithenberg Altes Schloss

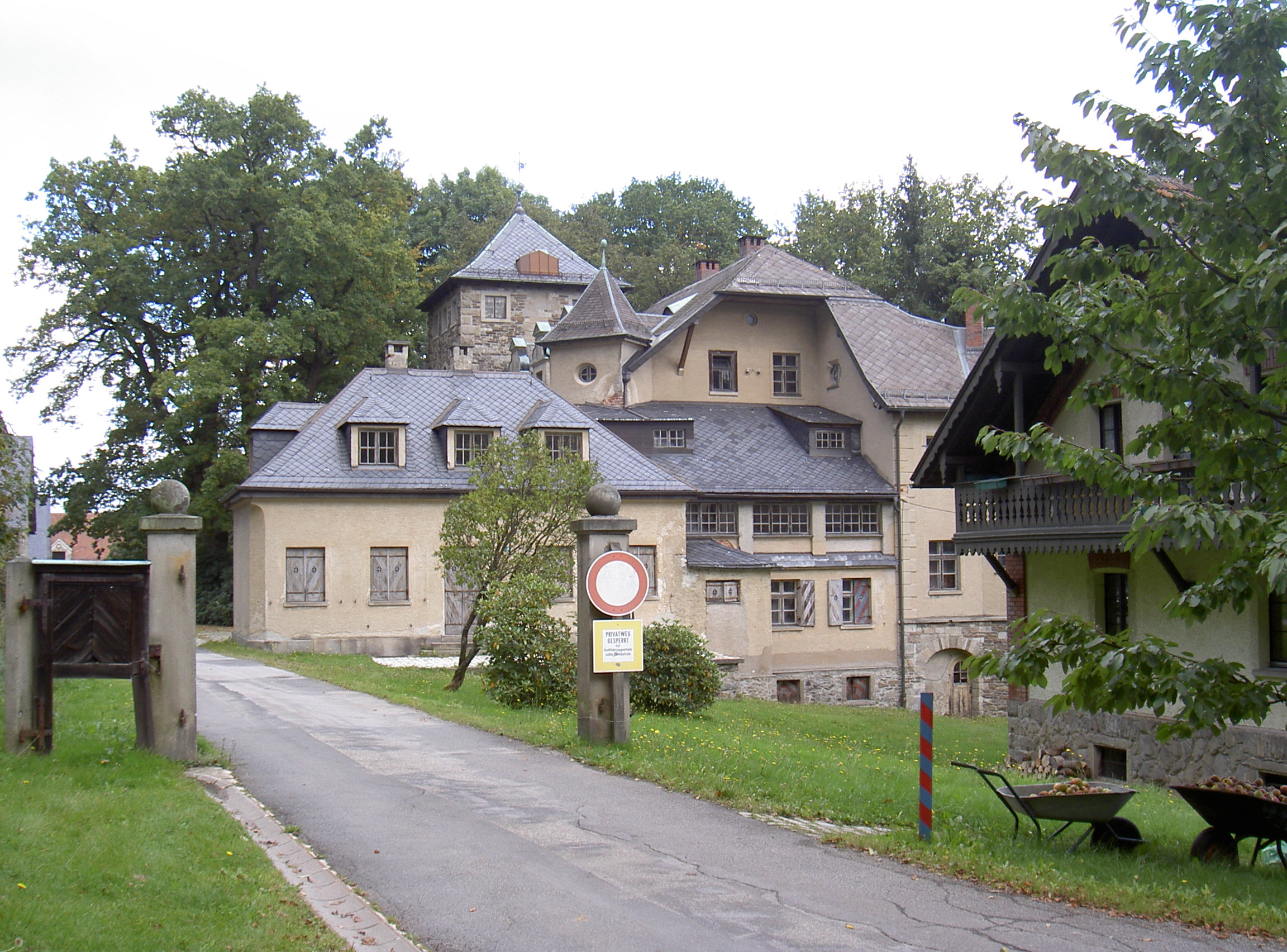
Voithenberg Neues Schloss

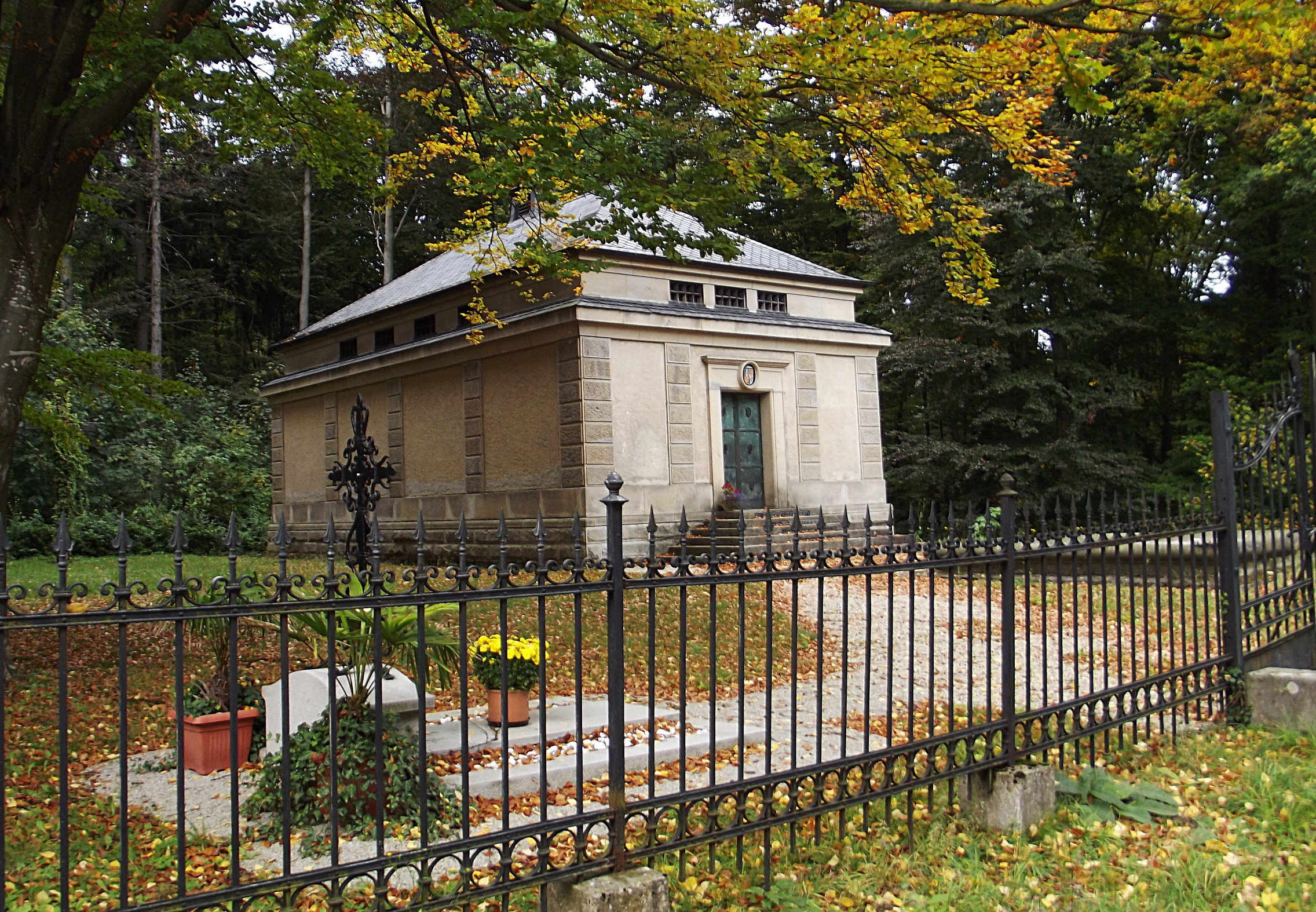
Mausoleum Voith von Voithenberg

Voithenberg ist ein Ortsteil der Stadt Furth im Wald im Landkreis Cham des Regierungsbezirks Oberpfalz im Freistaat Bayern.

## Geografie
Der Weiler Voithenberg liegt auf dem Osthang des 720 Meter hohen Geißriegels, 3,5 Kilometer nordwestlich von Furth im Wald und 1,5 Kilometer südlich der tschechischen Grenze. Voithenberg liegt 70 Meter nördlich der Gebirgsstraße, die Waldmünchen mit Furth im Wald verbindet. Diese führt mitten durch das Gebirge und erreicht bei dem Pass zwischen dem 902 Meter hohen Reiseck im Norden und dem 828 Meter hohen Dachsriegel im Süden eine Höhe von 800 Metern.

## Geschichte
Voithenberg (auch: Voithenbergöd, Voithenberg-Oede, Voithenberg Schloss) wurde 1803 von Zacharias Freiherr von Voithenberg im Rahmen der Industriesiedlung Voithenbergöd gegründet. Voithenbergöd bestand aus Voithenberg und Voithenberghütte. In Voithenberg befindet sich das alte und das neue Schloss, Kapelle, Reitstall, Wirtschaftsgebäude und das Mausoleum derer Voith von Voithenberg, erbaut 1800 bis 1925. In Voitenberghütte, östlich von Voithenberg, befindet sich im Ortsteil Hammerschmiede eine bis in die Gegenwart erhaltene denkmalgeschützte Hammerschmiede, erbaut 1823.
Voithenberg gehörte 1815 zum Ortsgericht Herzogau. Zu Beginn des 19. Jahrhunderts wurden die Sonderrechte des Adels eingeschränkt und neu geordnet. Dies betraf auch die Gerichtsbarkeit. Eine gänzliche Beseitigung der adligen Gerichtsbarkeit war in Bayern zu diesem Zeitpunkt noch nicht durchsetzbar. Ab 1808 war es für Adlige möglich in zusammenhängenden Bezirken mit mindestens 50 Familien Ortsgerichte zu bilden. In diesem Zusammenhang bildete Zacharias Freiherr von Voithenberg 1815 das Ortsgericht Herzogau mit den Orten Herzogau, Oberhütte (= Althütte), Pucher, Unterhütte, Voithenbergöd (= Voithenberghütte und Voithenberg), Lengau, Sonnhof und Posthof. Dieses Ortsgericht hatte 102 Familien. Aus diesem Ortsgericht wollte er ein Patrimonialgericht I. Klasse und etwas später ein Patrimonialgericht II. Klasse bilden. Diese Bemühungen führten zu langwierigen juristischen Auseinandersetzungen, Beschwerden und Prozessen mit dem Innenministerium der Regierung des Regenkreises, die schließlich 1848 mit der Aufhebung der Patrimonialgerichtsbarkeit ein Ende fanden.
1808 wurde die Verordnung über das allgemeine Steuerprovisorium erlassen. Mit ihr wurde das Steuerwesen in Bayern neu geordnet und es wurden Steuerdistrikte gebildet. Dabei kam Voithenberg zum Steuerdistrikt Herzogau. Der Steuerdistrikt Herzogau bestand aus den Dörfern Herzogau, Pucher, Oberhütte (= Althütte), Ulrichsgrün, Unterhütte, Voithenbergöd (= Voithenberghütte und Voithenberg), den Weilern Lengau und Posthof und der Einöde Sonnhof.
1815 genehmigte das Innenministerium die Umgliederung der voithenbergischen Industrieansiedlung Öd (= Voithenberghütte und Voithenberg) vom Landgericht Cham in das Landgericht Waldmünchen mit der Begründung, dass sie in engem Zusammenhang zu Herzogau stehe.
1820 wurden im Landgericht Waldmünchen Ruralgemeinden gebildet. Dabei wurde Voithenbergöd (= Voithenberghütte und Voithenberg) mit 41 Familien Ruralgemeinde. 1830 wurde Voithenbergöd der Gemeinde Herzogau zugeordnet.
1972 wurde der Landkreis Waldmünchen aufgelöst. Dabei kam Voithenbergöd (= Voithenberghütte und Voithenberg) zur Stadt Furth im Wald. Herzogau und die anderen Gemeindeteile der ehemaligen Gemeinde Herzogau kamen zur Stadt Waldmünchen.
Voithenberg gehört zur Pfarrei Furth im Wald. 1997 hatte Voithenberg 11 Katholiken.

## Einwohnerentwicklung ab 1815

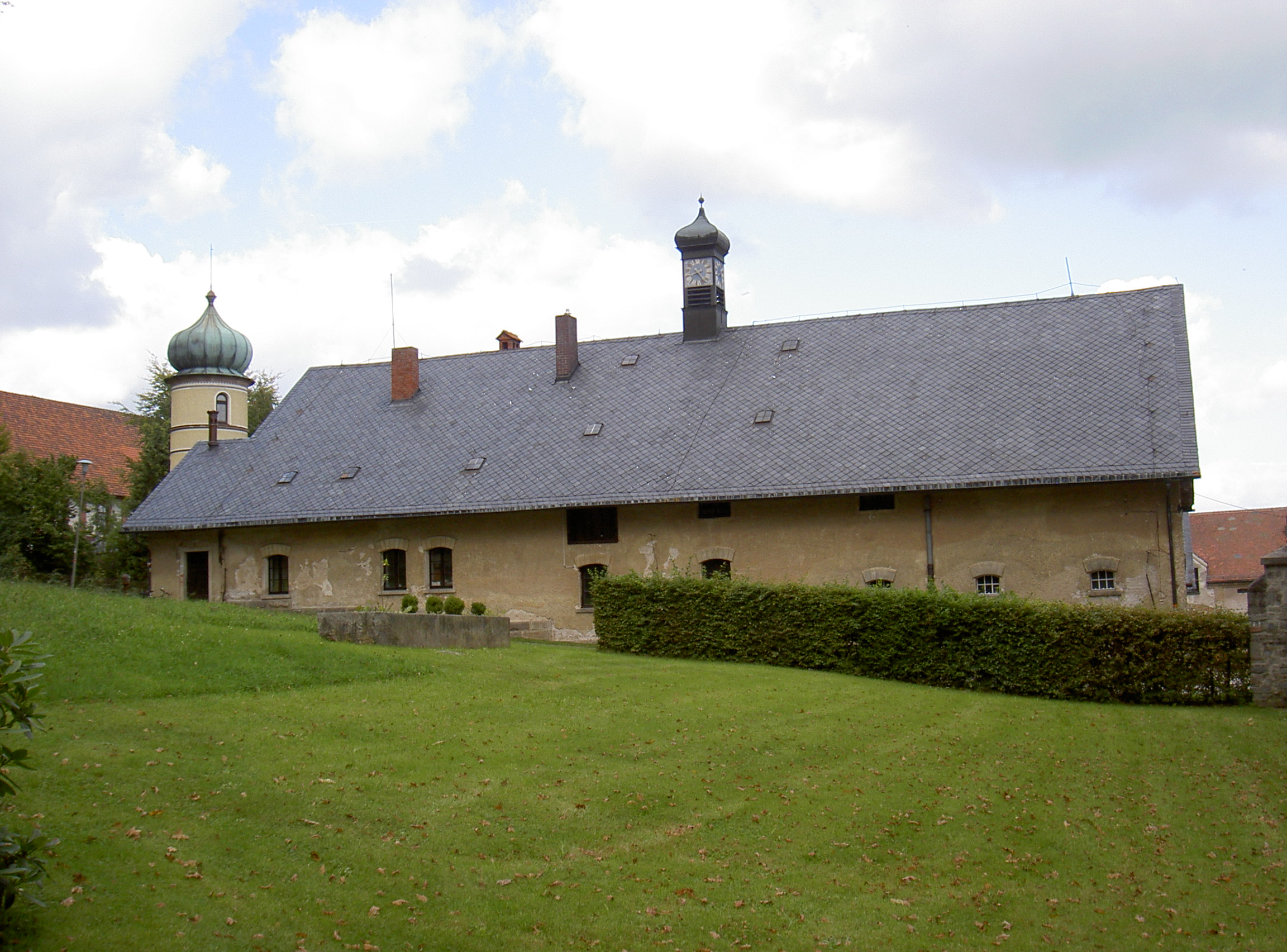
Altes Schloss, südliches Wirtschaftsgebäude mit Uhrtürmchen

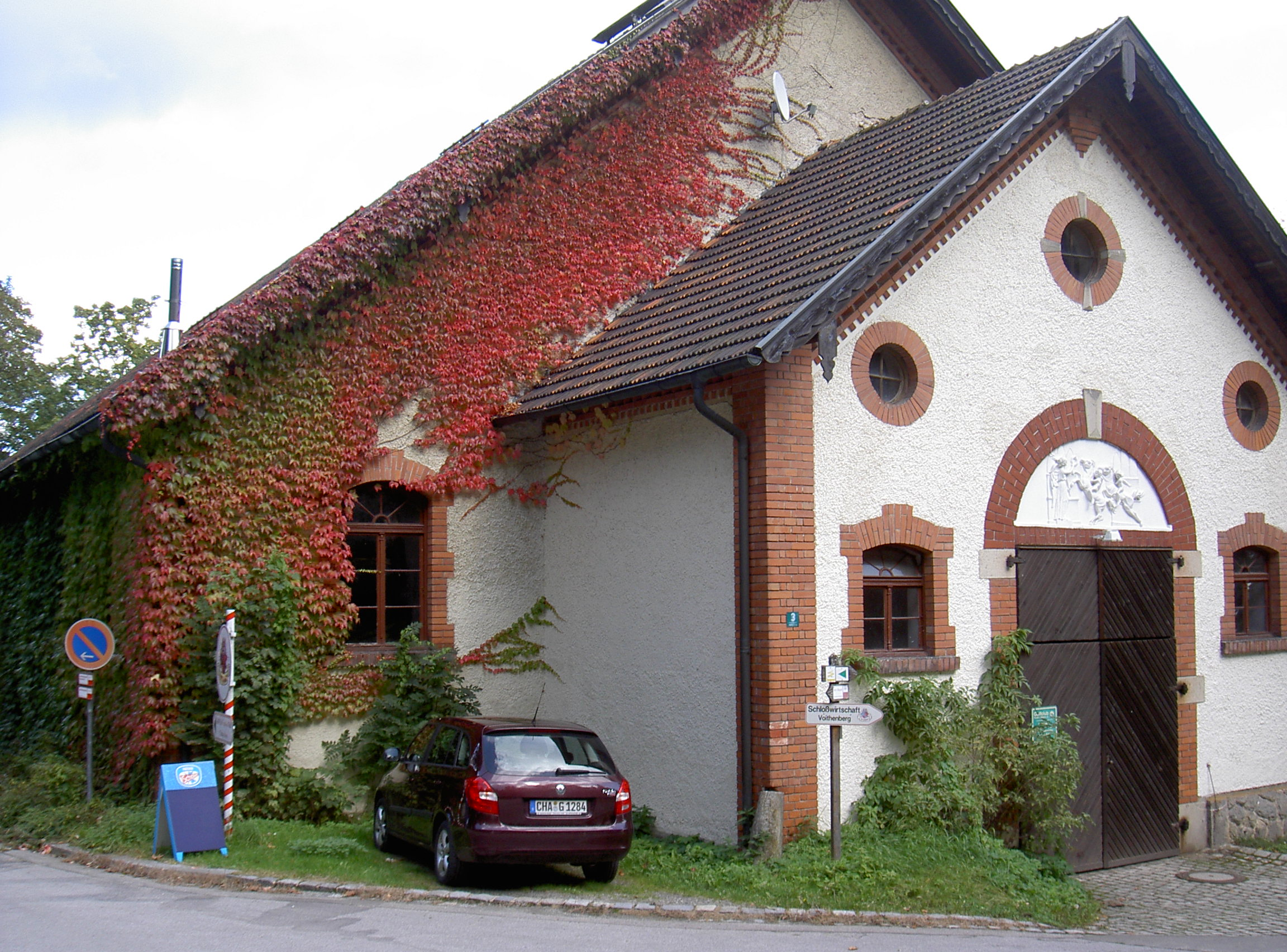
Altes Schloss, ehemalige Reithalle

| Jahr | Einwohner     | Gebäude |
| ---- | ------------- | ------- |
| 1815 | 32 Familien * | k. A.   |
| 1820 | 41 Familien * | k. A.   |
| 1838 | 345 *         | 56      |
| 1861 | 263 *         | 29      |
| 1871 | 233 *         | 56      |
| 1885 | 282 *         | 22      |
| 1900 | 306 *         | 22      |

| Jahr | Einwohner | Gebäude |
| ---- | --------- | ------- |
| 1913 | 62        | 7       |
| 1925 | 69        | 11      |
| 1950 | 97        | 13      |
| 1961 | 31        | 13      |
| 1970 | 17        | k. A.   |
| 1987 | 16        | 6       |
| 2011 | 12        | k. A.   |

## Tourismus und Sehenswürdigkeiten
Durch Voithenberg führen der 660 Kilometer lange Goldsteig, der Europäische Fernwanderweg E6 und der Mountainbikeweg MTB-16.
In Voithenberg gibt es zahlreiche denkmalgeschützte Objekte. Diese Objekte sind zu Gruppen mit jeweils gemeinsamer Denkmalnummer zusammengefasst.
Mausoleum mit Einfriedung, Denkmalnummer D-3-72-126-88:
- Das	Mausoleum der Herren Voith von Voithenberg ist ein Walmdachbau mit Fußwalm und rustizierten Gliederungen, neuklassizistisch, erbaut 1912.[4]
- Das Mausoleum ist umgeben von einer Einfriedung mit Treppe und Zaun aus Granit und Schmiedeeisen, erbaut 1912.[5]

Altes Schloss mit vielen Gebäuden und Landschaftselementen, Denkmalnummer D-3-72-126-86:
- Das Alte Schloss, ein Jagdschloss in Voithenberg 1 und 3, ist ein zweigeschossiger und giebelständiger Satteldachbau mit verschaltem Giebelschrot. Nach Westen hat es einen zweigeschossigen und traufständigen Anbau mit Satteldach und viergeschossigem Rundturm mit Zwiebelhaube und Blechdeckung. Es wurde um 1800 erbaut und 1855 aufgestockt. 1904 kam ein Anbau mit Westturm 1904 hinzu.[6]
- Das nördliche Wirtschaftsgebäude beinhaltet eine Remise. Es ist ein eingeschossiger und giebelständiger Satteldachbau mit Dachreiter, segmentbogigen Einfahrten und Putzgliederung. Es wurde um 1800 erbaut und im 19. Jahrhundert verändert.[7]
- Das südliche Wirtschaftsgebäude ist ein zweigeschossiger und giebelständiger Satteldachbau mit Uhrtürmchen, segmentbogiger Einfahrt und Putzgliederungen. Es wurde um 1800 erbaut und im 19. Jahrhundert verändert.[8]
- Das Hoftor ist ein Doppelflügeltor aus Schmiedeeisen auf einer Sockelmauer. Es wurde in der 2. Hälfte des 19. Jahrhunderts geschaffen.[9]
- Die ehemalige Reithalle ist ein zweigeschossiger, gestelzter und traufständiger Satteldachbau mit Polygonalmauersockel, Sichtziegelgliederungen und Portalvorbau mit Tympanonrelief. Sie wurde um 1900 erbaut.[10]
- Die Linden-Allee führt von Osten auf das Alte Schloss zu.[11]

Neues Schloss mit vielen Gebäuden und Landschaftselementen, Denkmalnummer D-3-72-126-87:
- Das Neue Schloss, Voithenberg 4, ist ein malerisch gegliederter zwei- bis dreigeschossiger Walmdachbau mit Laubengängen, Ziergauben, Ecktürmchen, viergeschossigem Turm, Terrasse und eingeschossigem Pavillonanbau. Es wurde 1911 als Gasthaus errichtet und 1923 zum Neuen Schloss ausgebaut.[12]
- Der Terrassenpark besteht aus Resten des ehemaligen Terrassenparks mit niedrigen Bruchsteinmauern. Er wurde 1910–1925 angelegt.[13]
- Das Gartenhaus ist ein zweigeschossiger Satteldachbau, ein verschalter Ständerbau mit Giebelschrot im Schweizer Stil. Es wurde um 1910 erbaut.[14]
- Der Teepavillon ist ein verschalter Ständerbau mit Satteldach, erbaut um 1910.[15]